# Romani Studies
Romani Studies - czasopismo naukowe poświęcone cyganologii. Na jego łamach publikuje się teksty z takich dziedzin jak historia, socjologia, lingwistyka czy literaturoznawstwo. Wydawcami są Liverpool University Press i Gypsy Lore Society.
"Romani Studies" wydawane są dwa razy rocznie. Czasopismo ukazuje się od 2000 roku. Stanowi kontynuację "Journal of the Gypsy Lore Society".